# Waltersdorf (Lindenkreuz)

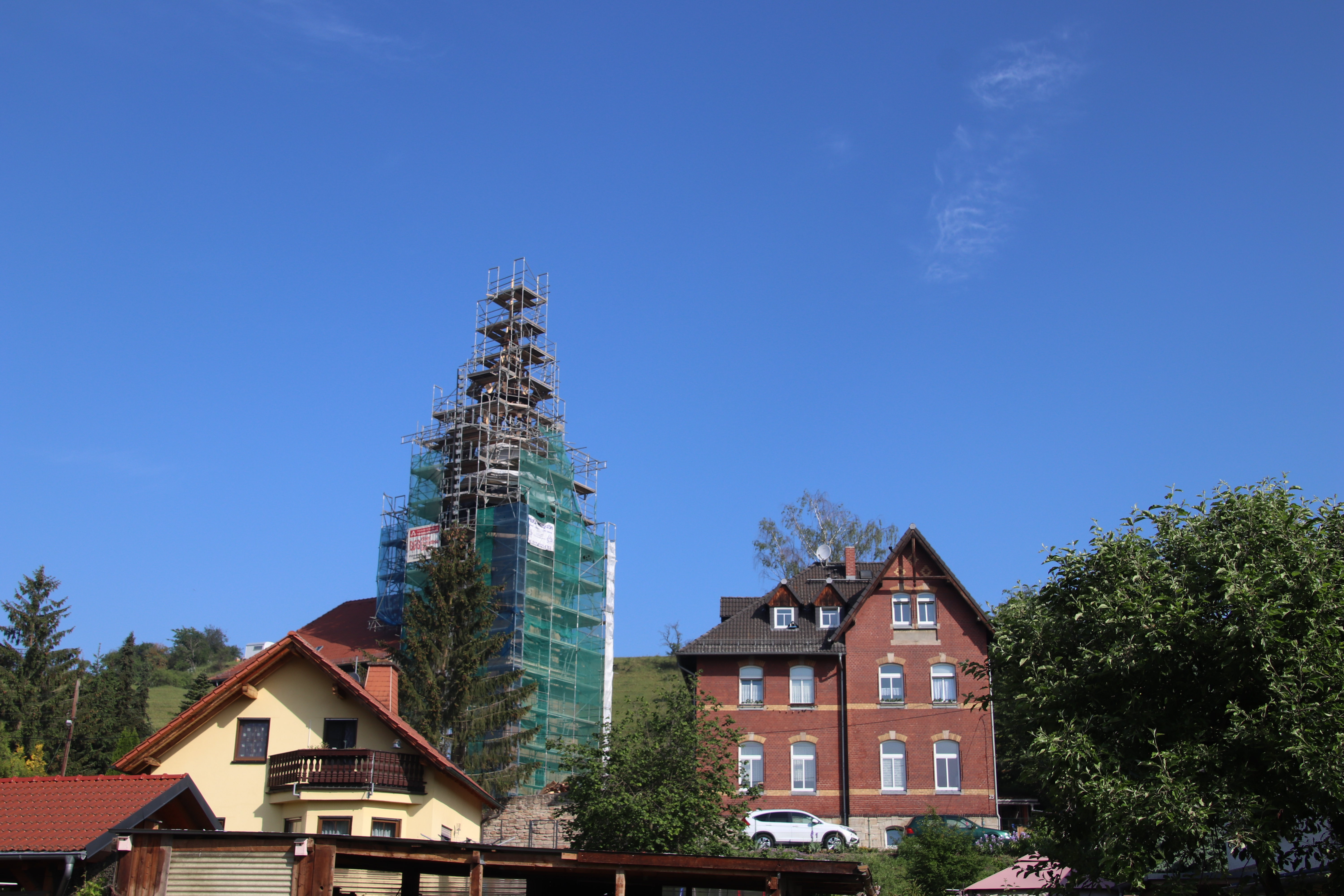
Dorfkirche Waltersdorf (Thür.) und ehem. Schule (Mai 2018)

Waltersdorf ist ein Ortsteil von Lindenkreuz im Landkreis Greiz in Thüringen.
Waltersdorf liegt im Saarbachtal nordwestlich von Lindenkreuz östlich der Bundesautobahn 9 in einem ländlichen Gebiet  mit einer leicht kupierten Gemarkung um den Ortsteil.

## Geschichte
1315 wurde der Ort erstmals urkundlich erwähnt. Die Kirche stammte aus dem 13. Jahrhundert und brannte 1750 nieder. Sie wurde 1751–56 in veränderter Form neu erbaut. Am 1. Juli 1950 wurden Lindenkreuz und Rothenbach nach Waltersdorf eingemeindet. Die Gemeinde wurde bereits am 1. März 1951 in Lindenkreuz umbenannt. Der Anschluss an den Gemeindeverband Münchenbernsdorf erfolgte 1972.
Das Dorf war und ist landwirtschaftlich geprägt.
Das traditionelle Maibaumsetzen des Feuerwehr- und Bürgervereins Waltersdorf e.V. findet alljährlich immer am Pfingstsamstag statt.

## Verkehr
Waltersdorf liegt an der Kreisstraße 129. Darüber existiert eine günstige Verkehrsanbindung zum nahen Hermsdorfer Kreuz.
Die Linie 200 der RVG Regionalverkehr Gera/Land verbindet den Ort im Zweistundentakt mit Lindenkreuz, Gera und Münchenbernsdorf.